# Willie Hall
Willie Hall, född 8 augusti 1950 i Memphis, Tennessee, är en amerikansk trumslagare, känd som Willie "Too-Big" Hall från filmerna The Blues Brothers och Blues Brothers 2000.
Hall föddes i Memphis, Tennessee och blev protegé till Booker T. & the M.G.'s trummis Al Jackson, Jr. där han spelade både med The Bar-Kays och Isaac Hayes band The Movement. På 70-talet spelade han på inspelningar med dussintals stora artister från skivbolaget Stax Records, inklusive Isaac Hayes' album Hot Buttered Soul (1969) och Theme from the Shaft (1971) samt på flera album av Albert King.
Hall spelade in ett album med Booker T. & the M.G.'s efter mordet på Al Jackson, Universal Language (1977), och gick senare samman med gitarristen Steve Cropper och basisten Donald "Duck" Dunn som medlem i The Blues Brothers Band. Detta ledde sedermera till hans framträdande i kultfilmen The Blues Brothers samt dess uppföljare, där han omnämns som Willie "Too-Big" Hall.
Numera är Hall medlem av The Bo-Keys, ett band med kända musiker från Memphis, inklusive Isaac Hayes' wah-wah-gitarrist Charles "Skip" Pitts.